# Air Norway
Air Norway – zlikwidowana norweska regionalna linia lotnicza z siedzibą w Ørland. 